# Iraks riksvapen
Iraks riksvapen är en örn som på bröstet visar en vapensköld i svart, silver och rött. I mitten av skölden står med grönt texten لله أكبر (Allahu Akbar, en mycket känd muslimsk fras med betydelsen "Gud är störst". Förebild är en  örn som tillskrivs Saladin, en stor militär och politisk ledare på 1100-talet. Örnen häller ett band med texten الجمهورية العراقية (al-Jumhuriya al-`Iraqiya, "Republiken Irak")
Den ursprungliga vapenskölden från 1965 hade inte den religiösa skriften mellan stjärnorna. Statsvapen med såväl vertikala som horisontella fält förekom även i officiella sammanhang. 2004 antogs officiellt en version med horisontella fält. Den fortsatta kontroversen kring Iraks flagga resulterade i att Iraks regering genomförde en interimsflagga där de gröna stjärnorna har tagits bort men den kufiska texten kvarstår, något som även genomfördes på skölden i statsvapnet. Eftersom Iraks flagga direkt motsvarar skölden i statsvapnet, räknas den som en vapenflagga.

## Äldre riksvapen

Iraks statsvapen från 1965 till 1991.
Iraks statsvapen från 1991 till 2004.
Iraks statsvapen 2004-2008. Texten i skölden ändrades 2004.